# Alexis Kanner
Pour les articles homonymes, voir Kanner.
Alexis Kanner est un acteur canadien d'origine française né le 2 mai 1942 à Bagnères-de-Luchon (Haute-Garonne) et mort le 13 décembre 2003 à Londres des suites d'une complication grippale.[réf. nécessaire]
Alexis Kanner a interprété 3 rôles dans la série télévisée Le Prisonnier :
- le Kid dans l'épisode Musique douce
- le photographe dans La mort en marche
- le jeune rebelle dans Le dénouement.

Il avait commencé sa carrière au théâtre et avait joué dans plusieurs pièces de 1961 à 1970, dont La Tempête de William Shakespeare.
- 1965 : Les Aventures amoureuses de Moll Flanders
- 1967 : Ernie Game (The Ernie Game)
- 1969 : Double Jeu (Crossplot).

Il est également le réalisateur et acteur principal (en compagnie de McGoohan) du film Kings and desperate men (1977, inédit en France) sous le pseudonyme de Henri Lucas.

## Filmographie
- 1964 : Le Saint : Une épouse modèle (saison 2 épisode 26) : Alec Misner
- 1965 : Les Aventures amoureuses de Moll Flanders de Terence Young : le quatrième Mohock
- 1970 : Chambres communicantes (Connecting rooms)
- 1970 : Goodbye Gemini de Alan Gibson
- 1988 : La Mort des trois soleils (Nightfall)